# Nlaza van Kongo
Nlaza van Kongo was een Mwene Kongo uit de Lukeni-Kanda en de derde heerser van het Centraal-Afrikaanse Koninkrijk Kongo in het begin van de 15e eeuw.

## Levensloop
Er is weinig bekend over zijn leven en regeerperiode, behalve dat hij een van de twee neven was van de stichter van Kongo, Lukeni lua Nimi. Samen met Quinanga van Kongo regeerde hij tussen het bewind van Lukeni lua Nimi, de eerste koning, en Nkuwu a Ntinu van Kongo, de vierde heerser van Kongo.